# Кипруто, Ронекс
Ронекс Кипруто (англ. Rhonex Kipruto, род. 12 октября 1999 года) — кенийский легкоатлет, специализируется в беге на средние дистанции. Бронзовый призёр чемпионата мира в беге на 10000 метров. 

## Биография
Родители Ронекса Кипруто - фермеры. Он вырос в Комбатиче, его тренировал Колм О'Коннелл.
20 июля 2018 года он выиграл титул чемпиона мира среди спортсменов не старше двадцати лет в беге на 10 000 м, показав время 27:21.08, новый рекорд чемпионатов.
6 октября 2019 года Ронекс Кипруто в Дохе стал бронзовым призёром чемпионата мира 2019 года в беге на 10000 метров, показав результат 26.50,32, уступив чемпиону 1,96 секунды.

## Персональные результаты
| Дисциплина   | Время    | Место     | Дата         |
| ------------ | -------- | --------- | ------------ |
| 3000 метров  | 7.48,08  | Кэмбридж  | 19 мая 2018  |
| 5000 метров  | 13.07,40 | Лондон    | 20 июля 2019 |
| 10000 метров | 26.50,16 | Стокгольм | 30 мая 2019  |